# Stephanie Moseley
Stephanie Moseley (* 1984 in Vancouver, British Columbia; † 8. Dezember 2014 in Los Angeles, Kalifornien) war eine kanadische Tänzerin und Schauspielerin.

## Leben
Stephanie Moseley wurde 1984 in Vancouver geboren. Im Jahr 2004 zog sie nach Los Angeles um als Tänzerin zu arbeiten. Ihren Traum verwirklichte Moseley, indem sie mit Britney Spears auf Tournee ging. Anschließend stand sie für Musikvideos von Beyoncé, Jennifer Lopez und eben Britney Spears vor der Kamera. Bei der Tournee von Janet Jackson im Jahr 2005 fand Moseley ebenfalls eine Anstellung, bevor sie ein Jahr später in dem Filmdrama Idlewild als Tänzerin China neben Terrence Howard, André Benjamin und Big Boi zu sehen war. Im Jahr darauf war sie in der 17. Episode der vierten Staffel von Cold Case – Kein Opfer ist je vergessen zu sehen.
Es folgten Auftritte in Filmen wie Breaking Dawn – Bis(s) zum Ende der Nacht: Teil 1 (2011), Spieglein Spieglein – Die wirklich wahre Geschichte von Schneewittchen und Sparkle (beide 2012). In dem Fernsehfilm Psych macht Musik: Weltstars singen woanders, einem Ableger der US-amerikanischen Fernsehserie Psych, war sie 2013 ebenfalls als Tänzerin zu sehen. Noch im gleichen Jahr spielte sie die Rolle der Devil Girl in der Fernsehserie Hit the Floor für 14 Episoden.
Moseley wurde von ihrem Ehemann Earl Hayes, einem US-amerikanischen Rapper, erschossen, bevor dieser durch Suizid starb.